# Lou Rhodes

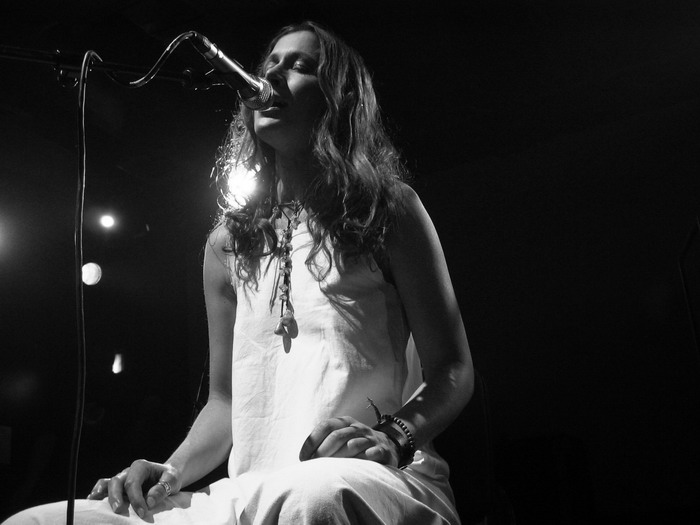
Lou Rhodes.

Lou Rhodes (ur. 1 listopada 1964 w Leeds) – brytyjska wokalistka. Karierę rozpoczęła jako wokalistka triphopowej grupy Lamb. W 2005 roku wydała solowy album zatytułowany Beloved One, utrzymany w stylistyce muzyki folkowej. Współpracowała także przy produkcji albumu Ma Fleur zespołu The Cinematic Orchestra.

## Kariera solowa
Przy okazji wydania debiutanckiego albumu Beloved One (2006), założyła swoją własną wytwórnię płytową, Infinite Bloom. W roku 2006 jej pierwszy album został nominowany do brytyjskiej nagrody Mercury.
Podczas trasy koncertowej po Australii w roku 2007 artystka zapowiedziała, że nowy album zostanie wydany pod koniec tego roku. Produkcją zajął się Emre Ramazanoglu − producent, który wyprodukował także jej poprzednią płytę.

## Dyskografia
- Beloved One (2006, Infinite Bloom)
- Bloom (2007, Infinite Bloom)
- One Good Thing (2010, Ninja Tune)